# Maniola blanchardii
Maniola blanchardii är en fjärilsart som beskrevs av Kirby 1871. Maniola blanchardii ingår i släktet Maniola och familjen praktfjärilar. Inga underarter finns listade i Catalogue of Life.